# Presquille
Presquille – jednostka osadnicza w Stanach Zjednoczonych, w stanie Luizjana, w parafii Terrebonne.